# Eilema griseaplagata
Eilema griseaplagata là một loài bướm đêm thuộc phân họ Arctiinae, họ Erebidae.